# Jiro Miyake
Jiro Miyake (三宅 二郎, Miyake Jiro, ? – 30 november 1984) was een Japans voetballer die als aanvaller speelde.

## Japans voetbalelftal
Jiro Miyake maakte op 17 mei 1925 zijn debuut in het Japans voetbalelftal tijdens een Spelen van het Verre Oosten tegen Filipijnen. Jiro Miyake debuteerde in 1925 in het Japans nationaal elftal en speelde 2 interlands.

## Statistieken
| Japans voetbalelftal | Japans voetbalelftal | Japans voetbalelftal |
| Jaar                 | Wed.                 | Dlp.                 |
| -------------------- | -------------------- | -------------------- |
| 1925                 | 2                    | 0                    |
| Totaal               | 2                    | 0                    |